# Ptinus kiesenwetteri
Ptinus kiesenwetteri là một loài bọ cánh cứng trong họ Ptinidae. Loài này được Reitter in Brenske & Reitter miêu tả khoa học năm 1884.